# 프리드만 방정식
프리드만 방정식이란 일반 상대성의 맥락에서 균질하고 등방적인 우주의 공간 팽창을 지배하는 물리 우주론 방정식이다. 두 방정식은 1922년에 알렉산드르 프리드만이 질량 밀도 ρ와 압력 {\displaystyle p}가 주어진 이상 유체와 프리드만-르메트르-로버트슨-워커 계량에 대한 아인슈타인 방정식으로부터 처음 유도하였다. 음의 곡률에 대한 방정식은 프리드만이 1924년에 유도하였다.

## 가정
프리드만 방정식은 우주가 공간적으로 균질하고 등방적이라는 단순 가정, 즉 우주론 원리에서 시작한다. 경험적으로 이는 100 Mpc 수준보다 큰 규모에서 타당하다. 우주론 원리는 우주의 계량이 다음과 같은 형태여야 함을 시사한다.
{\displaystyle \mathrm {-} {d}s^{2}=a(t)^{2}\ {\mathrm {d} s_{3}}^{2}-c^{2}\ \mathrm {d} t^{2}}
여기서 {\displaystyle {\mathrm {d} s_{3}}^{2}}는 (a) 평평한 공간이거나 (b) 일정한 양의 곡률을 가지는 구면 공간이거나 또는 (c)일정한 음의 곡률을 가지는 쌍곡 공간이어야 하는 3차원 계량(metric)이다. 이러한 계량을 프리드만-르메트르-로버트슨-워커(FLRW) 계량이라 일컫는다. 계수 {\displaystyle k}는 후술하다시피 0, 1, -1의 값을 가지는 가우스 곡률로, 각 값은 전술한 세 경우를 나타낸다. 이로써 우리는 척도인자 {\displaystyle a(t)}를 합리적으로 기술할 수 있다.
이제 아인슈타인의 방정식은 척도인자의 진화를 우주의 압력과 에너지와 결부한다. FLRW 계량에서 크리스토펠 기호를 계산한 후, 리치 텐서를 계산한다. 그리고 이상 유체에 대한 응력-에너지 텐서를 아인슈타인의 장 방정식에 대입하면 프리드만 방정식을 얻을 수 있다.

## 방정식
균질하고 등방적인 우주를 기술하려면 독립된 두 프리드만 방정식이 필요하다. 처음의 것은:
{\displaystyle {\frac {{\dot {a}}^{2}+kc^{2}}{a^{2}}}={\frac {8\pi G\rho +\Lambda c^{2}}{3}}}.
이는 아인슈타인 방정식의 00 성분에서 유도된 것이다. 두 번째 것은:
{\displaystyle {\frac {\ddot {a}}{a}}=-{\frac {4\pi G}{3}}\left(\rho +{\frac {3p}{c^{2}}}\right)+{\frac {\Lambda c^{2}}{3}}}.
이는 처음 식과 아인슈타인의 장 방정식의 대각합에서 유도된다. 두 방정식의 차원은 시간{\displaystyle ^{-2}}이다.
{\displaystyle a}는 척도인자이다, {\displaystyle G}, {\displaystyle \Lambda }와   {\displaystyle c}는 보편적 상수들({\displaystyle G}는 뉴턴의 중력상수, {\displaystyle \Lambda }는 길이-2 차원의 우주상수, 그리고 {\displaystyle c}는 진공에서의 광속)이다. {\displaystyle \rho }와 {\displaystyle p}는 각각 체적당 질량(체적당 에너지가 아닌) 밀도와 압력을 나타낸다. {\displaystyle k}는 이 특정 해에서 상수이나, 다른 해에서는 가변적일 수 있다.
상기한 방정식에서 {\displaystyle a}, {\displaystyle \rho }와 {\displaystyle p}는 시간에 대한 함수이다. {\displaystyle {\frac {k}{a^{2}}}}는 우주의 어떤 타임 슬라이스(time-slice)에서의 공간 곡률이다; 이는 공간 리치 곡률 스칼라 {\displaystyle R}의 6분의 1과 같다. 그 이유는 프리드만 모형에서 {\displaystyle R}이 다음처럼 쓰이기 때문이다.
{\displaystyle R={\frac {6}{c^{2}a^{2}}}\left({\ddot {a}}a+{{\ddot {a}}^{2}}+kc^{2}\right)}.
{\displaystyle H\equiv {\frac {\dot {a}}{a}}}는 허블 매개변수이다.
우리는 프리드만 방정식에서 {\displaystyle a(t)}는 우리가 선택한 공간적 슬라이스(spatial slices)의 좌표계에 의존하지 않는 것을 본다. 동일한 물리학을 설명하는 {\displaystyle a} 및 {\displaystyle k}에 대해 일반적으로 사용되는 두 가지 선택이 있다:
- {\displaystyle k=+1}이나 {\displaystyle 0}이나 {\displaystyle -1} 각각 우주의 모양이 닫힌 3차원 초구거나 평평유클리드 공간하거나 열린 3-쌍곡면인지에 따라 결정된다.[3] 만일 {\displaystyle k=+1}이면, 그러면 {\displaystyle a}는 특정 시간에서 임의의 양수로 고정될 수 있다. k = −1이면 (느슨하게 말해서) i · a는 우주의 곡률 반경이라고 말할 수 있다.

- {\displaystyle a}는 현재의 값이 1인 척도인자이다. {\displaystyle k}는 현재의({\displaystyle a=1}일 때) 공간 곡률이다. 만일 우주의 모양이 초구이고 {\displaystyle R_{t}}가 곡률 반경(현재는 {\displaystyle R_{0}})이면, {\displaystyle a={\frac {R_{t}}{R_{0}}}}이다. {\displaystyle k}가 양의 값을 가진다면 우주는 초구가 된다. 만일 {\displaystyle k=0}이라면 우주는 평평하다. 먼일 {\displaystyle k}가 음수라면 우주는 쌍곡면이다.

처음 방정식을 사용하면 두 번째 방정식은 {\displaystyle \Lambda }를 소거하여 다음처럼 다시 쓸 수 있다.
{\displaystyle {\dot {\rho }}=-3H\left(\rho +{\frac {p}{c^{2}}}\right)},
이것은 {\displaystyle \Lambda }를 삭제하며, 또한 질량-에너지 보존을 나타낸다.
{\displaystyle T^{\alpha \beta }{}_{;\beta }=0}.
이 방정식들은 다음처럼 차환하여 단순화되어
{\displaystyle {\begin{aligned}\rho &\to \rho -{\frac {\Lambda c^{2}}{8\pi G}}\\p&\to p+{\frac {\Lambda c^{4}}{8\pi G}}\end{aligned}}}
다음 식을 준다:
{\displaystyle {\begin{aligned}H^{2}=\left({\frac {\dot {a}}{a}}\right)^{2}&={\frac {8\pi G}{3}}\rho -{\frac {kc^{2}}{a^{2}}}\\{\dot {H}}+H^{2}={\frac {\ddot {a}}{a}}&=-{\frac {4\pi G}{3}}\left(\rho +{\frac {3p}{c^{2}}}\right).\end{aligned}}}
단순화된 형태의 두 번째 방정식은 이러한 변환에 대해서 불변이다.
허블 매개변수는 방정식의 다른 부분이 시간에 의존할 때 (특별히 질량 밀도, 진공 에너지 또는 공간 곡률) 시간에 따라 변화한다. 현재의 허블 매개변수를 평가하면 허블-르메트르 법칙 비례 상수인 허블 상수가 산출된다. 유체에 주어진 상태 방정식이 적용되면, 프리드만 방정식은 유체 밀도의 함수로서 우주의 시간적 진화와 기하학을 산출한다.

## 밀도 매개변수
밀도 매개변수(density parameter) {\displaystyle \Omega }란 관측된 실제 밀도 {\displaystyle \rho }와 프리드만 우주의 임계 밀도 {\displaystyle \rho _{\mathrm {c} }}의 비율로 정의된다. 예컨대 실제 밀도와 임계 밀도의 관계는 우주의 전반적인 기하학을 결정한다. 두 밀도가 같다면 우주의 모양은 평평하다. 우주상수 항을 고려하지 않은 초기 모형에서는 임계 밀도가 영원히 팽창하는 우주와 팽창하다가 수축하는 우주를 구분하는 분기점으로 정의되기도 하였다.
오늘날 우주의 임계 밀도는 입방미터 당 수소 원자 다섯 개와 비슷한 값을 가지는 것으로 추산되며, 보통 물질의 평균 밀도는 입방미터 당 수소 원자 0.2~0.25개 수준으로 여겨진다.

우주 에너지 밀도의 상대적 조성. 암흑 에너지(74%)가 총 에너지를 지배하며, 암흑 물질(22%)은 질량의 대부분을 차지한다. 나머지 중입자 물질(4%)은 그중에서도 10분의 1만이 조밀하게 분포한다. 2015년 2월, 플랑크 우주론 탐사 협업의 관측 결과에 따라 암흑 에너지 69.1%, 암흑 물질 25.9% 보통 물질 4.9%로 값이 개정되었다.

상당 부분의 밀도는 규명된 바 없는 암흑 물질에서 비롯된 것이다. 보통 물질과 암흑 물질 모두 우주가 수축하게끔 하는 성질을 가지고 있다. 그러나 가장 많은 부분은 암흑 에너지에서 비롯되며, 암흑 에너지는 우주상수 항을 설명하는 역할을 한다. 총 밀도는 임계밀도와 (정확히는 측정 오차 범위 내에서) 동일하더라도 암흑 에너지는 우주가 수축하게끔 하지 않고, 그 팽창을 가속한다. 그러므로, 우리 우주는 영원히 팽창할 가능성이 높다.
임계 밀도는 기본 프리드만 우주에서와 같이 우주상수 {\displaystyle \Lambda }가 0이고 규격화된 공간 곡률 {\displaystyle k}가 0이라는 가정을 통해 구할 수 있다. 이를 첫 번째 프리드만 방정식에 대입하면 다음을 구할 수 있다.
{\displaystyle {\begin{aligned}\rho _{\mathrm {c} }&={\frac {3H^{2}}{8\pi G}}=1.8788\times 10^{-26}\ h^{2}\mathrm {kg\ m^{-3}} \\&=2.7754\times 10^{11}\ h^{2}\ M_{\odot }\ \mathrm {Mpc^{-3}} \end{aligned}}}
여기서 {\displaystyle h=H_{0}/\left(100\ \mathrm {km/s/Mpc} \right)}이다. 즉, {\displaystyle H_{0}=67.4\ \mathrm {km/s/Mpc} }일 경우 {\displaystyle h=0.674}이며, {\displaystyle \rho _{\mathrm {c} }=8.5\times 10^{-27}\ \mathrm {kg/m^{3}} }이다.
그러면 밀도 매개변수를 다음처럼 정의하여 서로 다른 우주론 모형을 비교하는 데 유용하게 쓸 수 있다.
{\displaystyle \Omega \equiv {\frac {\rho }{\rho _{\mathrm {c} }}}={\frac {8\pi G\rho }{3H^{2}}}}.
본래 이 항은 우주의 공간적 기하학을 결정하는 도구로 쓰였다. 여기서 {\displaystyle \rho _{\mathrm {c} }}는 공간의 모양이 평평할 때, 달리 말하면 유클리드적인 경우를 나타내는 임계 밀도다. 진공 에너지를 0으로 가정하면, {\displaystyle \Omega }가 1보다 클 때 우주의 공간은 닫힌 형태이다. 이 경우에 우주는 어느 순간에 팽창을 멈추고 붕괴한다. 반대로 {\displaystyle \Omega }가 1보다 작다면 우주 공간은 열린 형태이며, 우주는 영원히 팽창한다. 그러나 공간 곡률과 진공 에너지 항 역시 보다 일반적인 형태의 {\displaystyle \Omega }로 나타내는 것이 가능하다. 이 경우 밀도 매개변수는 정확히 1과 같다. 그러면 각 성분은 아래첨자를 사용하여 나타내면 된다. ΛCDM 모형에서는 {\displaystyle \Omega }의 주성분으로 중입자 물질, 차가운 암흑 물질, 암흑 에너지가 있다. 우주의 공간적 기하학은 WMAP 우주선이 측정한 바에 의하면 거의 평평하다. 이는 우주를 공간 곡률 매개변수 {\displaystyle k}가 0인 모형으로 잘 근사할 수 있음을 뜻한다. 그렇지만 이는 우주가 필연적으로 무한하리라는 의미를 내포하진 않는다. 이에 관한 단순한 시사점은 우주가 우리가 보는 부분보다 훨씬 클 수도 있다는 것이다. 비유컨대 수 킬로미터의 축척에서 지구는 거의 평평하지만, 지구 전체의 축척에서는 평평하지 않은 것처럼 말이다.
첫 번째 프리드만 방정식은 종종 밀도 매개변수의 현재 값의 용어로서 보여진다. 즉
{\displaystyle {\frac {H^{2}}{H_{0}^{2}}}=\Omega _{\mathrm {0,R} }a^{-4}+\Omega _{\mathrm {0,M} }a^{-3}+\Omega _{\mathrm {0,k} }a^{-2}+\Omega _{\mathrm {0,\Lambda } }}.
여기서 {\displaystyle \Omega _{\mathrm {0,R} }}은 오늘날({\displaystyle a=1}일 때) 복사 밀도이며, {\displaystyle \Omega _{\mathrm {0,M} }}은 오늘날 물질(암흑 물질과 중입자 물질의 합)의 밀도, {\displaystyle \Omega _{\mathrm {0,k} }=1-\Omega _{0}}은 오늘날 "공간 곡률 밀도", {\displaystyle \Omega _{\mathrm {0,\Lambda } }}는 오늘날 우주상수 또는 진공 에너지의 밀도를 나타낸다.

## 유용한 해
프리드만 방정식은 다음처럼 상태 방정식을 가지는 이상 유체로 완전히 풀어낼 수 있으니
{\displaystyle p=w\rho c^{2}}.
여기서 {\displaystyle p}는 압력, {\displaystyle \rho }는 공변 좌표에서 유체의 질량 밀도를 나타내며 {\displaystyle w}는 상수이다.
공간적으로 평탄한 경우({\displaystyle k=0}), 척도인자에 관한 해는
{\displaystyle a(t)=a_{0}t^{\frac {2}{3\left(w+1\right)}}}.
여기서 {\displaystyle a_{0}}는 초기 조건에 따라 고정되는 적분 상수다. 이처럼 {\displaystyle w}를 사용하는 해의 일반식은 우주론에서 매우 중요하다. 예컨대, {\displaystyle w=0}인 경우는 압력이 질량 밀도에 둔감한 물질-지배 우주를 기술한다. 일반적인 해에서는 물질-지배 우주의 척도인자가 시간 {\displaystyle t}에 따라 다음처럼 좌우된다는 사실을 간단히 보일 수 있다.
{\displaystyle a(t)\propto t^{\frac {2}{3}}}.
다른 중요한 예시로는 {\displaystyle w={\frac {1}{3}}}인 복사-지배 우주의 경우가 있다. 이 경우 척도인자는
{\displaystyle a(t)\propto t^{\frac {1}{2}}}.
{\displaystyle w=-1}인 우주상수-지배 우주에서는 이러한 해가 적용되지 않음을 유의하자. 이 경우는 에너지 밀도가 상수이며 척도인자는 시간에 따라 지수함수적으로 증가한다.
{\displaystyle k}에 관한 다른 해는 테르식Tersic, 발사Balsa. "천체 물리학 강의 노트(Lecture Notes on Astrophysics)"(2022년 2월 24일 검색됨)를 참조하라.

### 혼합
물질이 각기 다른 상태 방정식을 가지는 둘 이상의 비상호작용 유체로 혼합된 경우라면
{\displaystyle {\dot {\rho _{f}}}=-3H\left(\rho _{f}+{\frac {p_{f}}{c^{2}}}\right)}.
각 유체 {\displaystyle f}에 대하여 위 식으로 분해하여 바라보는 것이 가능하다. 이 경우는
{\displaystyle {\dot {\rho _{f}}}=-3H\left(\rho _{f}+w_{f}\rho _{f}\right)}.
이를 통해 다음을 얻을 수 있다.
{\displaystyle \rho _{f}\propto a^{-3\left(1+w_{f}\right)}}
예컨대 이러한 항을 묶어서 다음처럼 선형적으로 나타낼 수 있다.
{\displaystyle \rho =Aa^{-3}+Ba^{-4}+Ca^{0}}.
여기서 {\displaystyle A}는 {\displaystyle a=1}일 때 "먼지"(보통 물질, {\displaystyle w=0})의 밀도를 나타낸다. {\displaystyle B}는 {\displaystyle a=1}일 때 복사({\displaystyle w={\frac {1}{3}}})의 밀도, {\displaystyle C}는 "암흑에너지"({\displaystyle w=-1})의 밀도이다. 이를 다음 식에 대입하면
{\displaystyle \left({\frac {\dot {a}}{a}}\right)^{2}={\frac {8\pi G}{3}}\rho -{\frac {kc^{2}}{a^{2}}}}
척도인자 {\displaystyle a}를 시간에 대한 함수로 풀어낼 수 있다.

## 상세한 유도
해를 좀 더 명확히 하려면 첫 프리드만 방정식에서 완전한 관계식을 유도할 필요가 있다.
{\displaystyle {\frac {H^{2}}{H_{0}^{2}}}=\Omega _{0,\mathrm {R} }a^{-4}+\Omega _{0,\mathrm {M} }a^{-3}+\Omega _{0,k}a^{-2}+\Omega _{0,\Lambda }}
여기서
{\displaystyle {\begin{aligned}H&={\frac {\dot {a}}{a}}\\[6px]H^{2}&=H_{0}^{2}\left(\Omega _{0,\mathrm {R} }a^{-4}+\Omega _{0,\mathrm {M} }a^{-3}+\Omega _{0,k}a^{-2}+\Omega _{0,\Lambda }\right)\\[6pt]H&=H_{0}{\sqrt {\Omega _{0,\mathrm {R} }a^{-4}+\Omega _{0,\mathrm {M} }a^{-3}+\Omega _{0,k}a^{-2}+\Omega _{0,\Lambda }}}\\[6pt]{\frac {\dot {a}}{a}}&=H_{0}{\sqrt {\Omega _{0,\mathrm {R} }a^{-4}+\Omega _{0,\mathrm {M} }a^{-3}+\Omega _{0,k}a^{-2}+\Omega _{0,\Lambda }}}\\[6pt]{\frac {\mathrm {d} a}{\mathrm {d} t}}&=H_{0}{\sqrt {\Omega _{0,\mathrm {R} }a^{-2}+\Omega _{0,\mathrm {M} }a^{-1}+\Omega _{0,k}+\Omega _{0,\Lambda }a^{2}}}\\[6pt]\mathrm {d} a&=\mathrm {d} tH_{0}{\sqrt {\Omega _{0,\mathrm {R} }a^{-2}+\Omega _{0,\mathrm {M} }a^{-1}+\Omega _{0,k}+\Omega _{0,\Lambda }a^{2}}}\\[6pt]\end{aligned}}}
변수를 {\displaystyle a'}과 {\displaystyle t'}으로 바꿔 사용하여 적분하면
{\displaystyle tH_{0}=\int _{0}^{a}{\frac {\mathrm {d} a'}{\sqrt {\Omega _{0,\mathrm {R} }a'^{-2}+\Omega _{0,\mathrm {M} }a'^{-1}+\Omega _{0,k}+\Omega _{0,\Lambda }a'^{2}}}}}.
각 성분이 지배하는 우주에 관하여 시간에 의존하는 척도인자의 해를 찾을 수 있게 되었다. 각각 {\displaystyle \Omega _{0,k}\approx 0}으로 가정하기도 한다. 이는 에너지 밀도를 지배하는 원천이 대략 1이라는 가정과 일맥상통한다.
{\displaystyle \Omega _{0,\mathrm {M} }\gg \Omega _{0,\mathrm {R} }+\Omega _{0,\mathrm {\Lambda } }}, 즉 {\displaystyle \Omega _{0,\mathrm {M} }\approx 1}인 물질-지배 우주의 경우
{\displaystyle {\begin{aligned}tH_{0}&=\int _{0}^{a}{\frac {\mathrm {d} a'}{\sqrt {\Omega _{0,\mathrm {M} }a'^{-1}}}}\\[6px]tH_{0}{\sqrt {\Omega _{0,\mathrm {M} }}}&=\left.\left({\tfrac {2}{3}}a'^{\frac {3}{2}}\right)\,\right|_{0}^{a}\\[6px]\left({\tfrac {3}{2}}tH_{0}{\sqrt {\Omega _{0,\mathrm {M} }}}\right)^{\frac {2}{3}}&=a(t).\end{aligned}}}
전술한 {\displaystyle a\propto t^{2/3}}을 확인할 수 있다.
{\displaystyle \Omega _{0,\mathrm {R} }\gg \Omega _{0,\mathrm {M} }+\Omega _{0,\mathrm {\Lambda } }}, 즉 {\displaystyle \Omega _{0,\mathrm {R} }\approx 1}인 복사-지배 우주의 경우는
{\displaystyle {\begin{aligned}tH_{0}&=\int _{0}^{a}{\frac {\mathrm {d} a'}{\sqrt {\Omega _{0,\mathrm {R} }a'^{-2}}}}\\[6px]tH_{0}{\sqrt {\Omega _{0,\mathrm {R} }}}&=\left.{\frac {a'^{2}}{2}}\,\right|_{0}^{a}\\[6px]\left(2tH_{0}{\sqrt {\Omega _{0,\mathrm {R} }}}\right)^{\frac {1}{2}}&=a(t).\end{aligned}}}
{\displaystyle \Omega _{0,\mathrm {\Lambda } }\gg \Omega _{0,\mathrm {M} }+\Omega _{0,\mathrm {R} }}, 즉 {\displaystyle \Omega _{0,\mathrm {\Lambda } }\approx 1}인 Λ-지배 우주의 경우는, 시간과 척도인자에 대하여 0이 아닌 초기 조건 {\displaystyle t_{i}}와 {\displaystyle a_{i}}를 부여하면
{\displaystyle {\begin{aligned}\left(t-t_{i}\right)H_{0}&=\int _{a_{i}}^{a}{\frac {\mathrm {d} a'}{\sqrt {(\Omega _{0,\Lambda }a'^{2})}}}\\[6px]\left(t-t_{i}\right)H_{0}{\sqrt {\Omega _{0,\Lambda }}}&={\bigl .}\ln |a'|\,{\bigr |}_{a_{i}}^{a}\\[6px]a_{i}\exp \left((t-t_{i})H_{0}{\sqrt {\Omega _{0,\Lambda }}}\right)&=a(t).\end{aligned}}}
Λ-지배 우주의 해는 이계도함수가 시간에 대해 양의 값을 가지기 때문에 특히 관심거리다. 이는 우주의 가속팽창과 암흑 에너지 {\displaystyle \rho _{\Lambda }}의 존재를 암시하기 때문이다.
{\displaystyle {\begin{aligned}a(t)&=a_{i}\exp \left((t-t_{i})H_{0}{\sqrt {\Omega _{0,\Lambda }}}\right)\\[6px]{\frac {\mathrm {d} ^{2}a(t)}{\mathrm {d} t^{2}}}&=a_{i}\left(H_{0}\right)^{2}\Omega _{0,\Lambda }\exp \left((t-t_{i})H_{0}{\sqrt {\Omega _{0,\Lambda }}}\right)\end{aligned}}}
여기서 형식상 {\displaystyle a_{i}>0}이고 가정상 {\displaystyle \Omega _{0,\Lambda }\approx 1}이며, {\displaystyle H_{0}}가 양수로 측정되었기 때문에 가속도는 0보다 크다.

## 대중문화에서
2022년 중국 시위에 참가한 칭화 대학교(중국 공산당 지도자 시진핑의 모교)의 몇몇 학생들은 프리드만 방정식이 휘갈겨진 플래카드를 들고 다녔는데, 이는 일부 사람들이 "자유인"이라는 단어의 언어 유희로 해석했다. 다른 사람들은 프리드만 방정식이 우주의 확장 또는 "열림"과 관련되어 있기 때문에 방정식의 사용을 중국을 "개방"하고 제로 코비드 정책을 중단하라는 요구로 해석했다.

## 같이 보기
- 일반 상대성이론의 수학(영어판)(Mathematics of general relativity)
- 아인슈타인 장방정식의 해(영어판)(Solutions of the Einstein field equations)
- 따뜻한 급팽창(영어판)(Warm inflation)

## 추가 자료
- Liebscher, Dierck-Ekkehard (2005). "Expansion". Cosmology. Berlin: Springer. pp. 53–77.